# Gare de Toyotashi
La gare de Toyotashi (豊田市駅, Toyotashi-eki) est une gare ferroviaire de la ville de Toyota, dans la préfecture d'Aichi au Japon. Elle est exploitée par la compagnie Meitetsu.

## Situation ferroviaire
Toyotashi est située au point kilométrique (PK) 5,6 de la ligne Mikawa.

## Historique
La gare est inaugurée le 11 novembre 1920 sous le nom de gare de Koromo (挙母駅). Elle prend son nom actuel en 1959.

## Service des voyageurs

### Accueil
La gare dispose d'un bâtiment voyageurs, avec guichets, ouvert tous les jours.

### Desserte

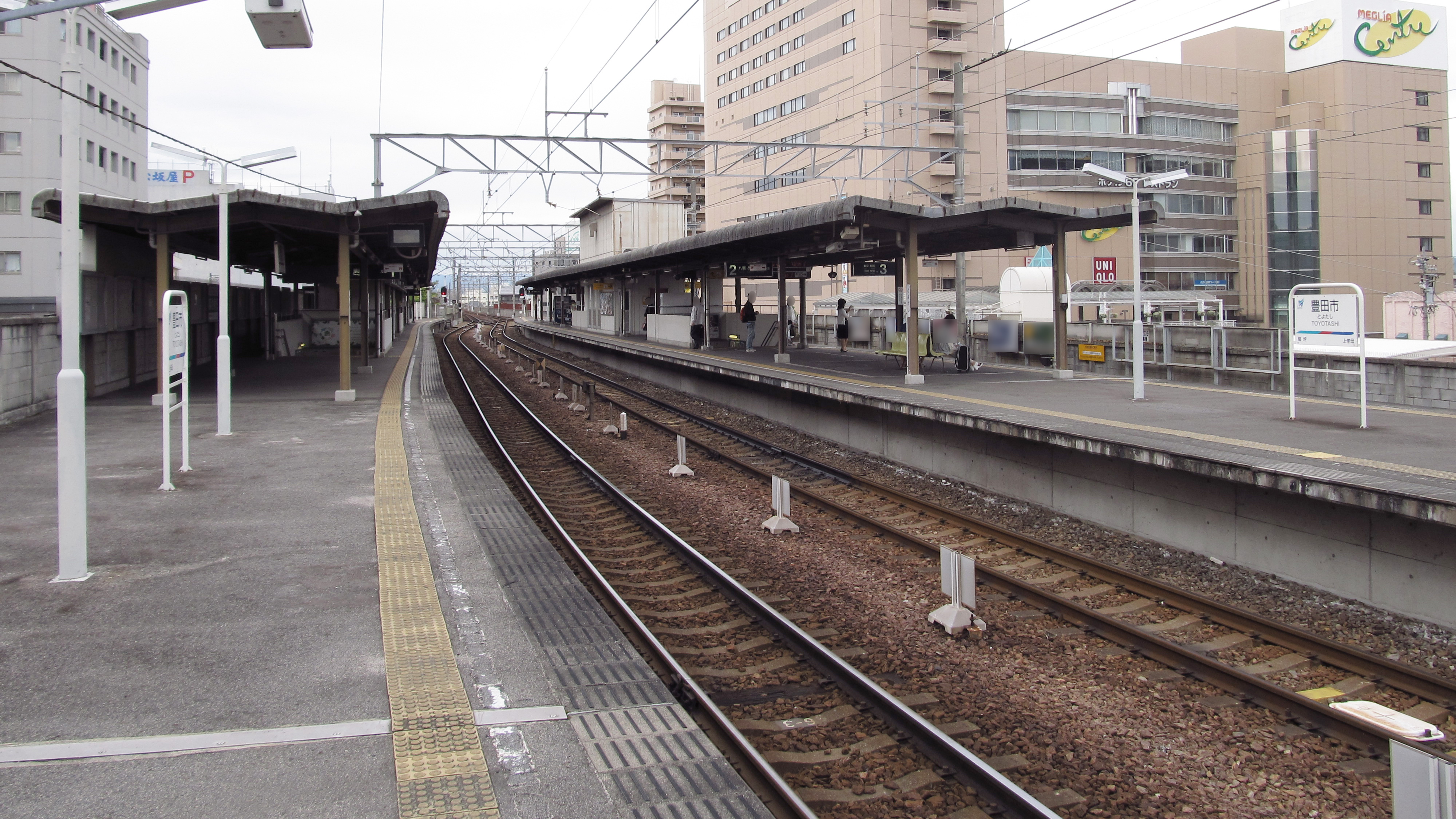
Vue des quais.

- Ligne Mikawa :
  - voie 1 : direction Sanage
  - voie 3 : direction Chiryū
- Ligne Toyota :
  - voies 1 et 2 : direction Akaike

### Intermodalité
La gare de Shin-Toyota (ligne Aichi Loop) est située à proximité.